# Авл Лициний Нерва (претор 166 года до н. э.)
Авл Лици́ний Не́рва (лат. Aulus Licinius Nerva; умер после 166 года до н. э.) — римский политический деятель и военачальник из плебейского рода Лициниев, народный трибун 177 года до н. э., претор 166 года до н. э.

## Биография
Возможно, первое упоминание об Авле Лицинии в сохранившихся источниках относится к 177 году до н. э. Тогда, по данным Тита Ливия, некий Лициний Нерва занимал должность народного трибуна. Вместе со своим коллегой Гаем Папирием Турдом он раскритиковал деятельность консула Авла Манлия Вульсона, который самовольно вторгся в Истрию и потерпел поражение от местных племён. Трибуны потребовали, чтобы Вульсон приехал в Рим и дал отчёт о своих действиях, но добиться этого они так и не смогли. Обычно исследователи отождествляют трибуна Нерву с Авлом Лицинием, хотя есть мнение, что это был Гай Лициний — претор 167 года до н. э.
В 171 году до н. э., когда началась очередная война с Македонией, Нерва отправился на Крит, чтобы добиться поставки в римскую армию прославленных критских лучников. В 169 году до н. э. он был в составе армии, действовавшей на Балканах. В 166 году до н. э. Авл Лициний получил претуру и стал наместником одной из двух испанских провинций Рима.